# Juego de las Estrellas de la Major League Soccer 2016

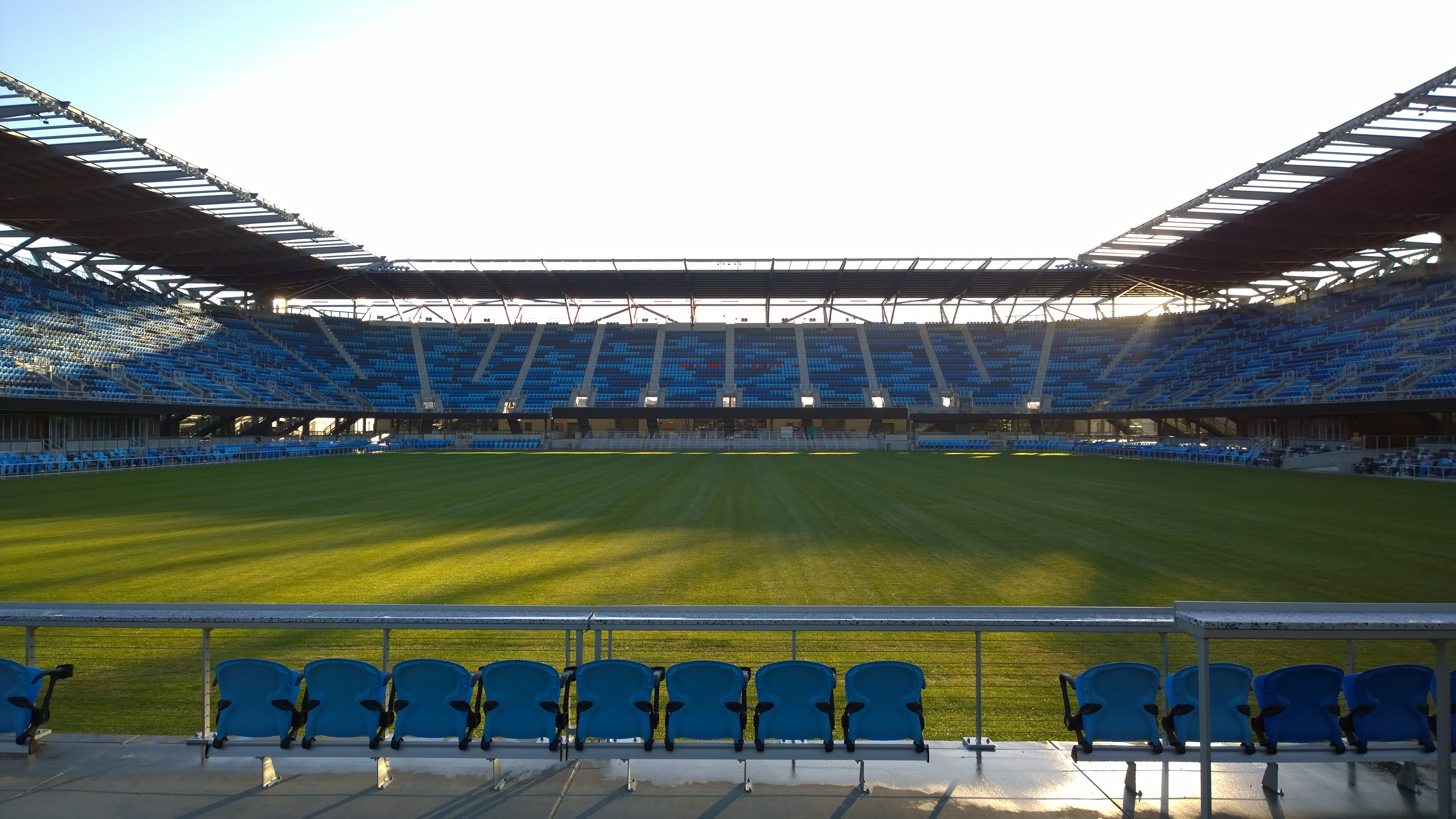
Avaya Stadium

El Juego de las Estrellas de la Major League Soccer 2016 fue la 20.ª edición del Juego de las Estrellas de la Major League Soccer, se jugó el 28 de julio de 2016 entre el Equipo de estrellas de la Major League Soccer y el Arsenal Football Club de Inglaterra. El partido se disputó en el Avaya Stadium en San José, California.
El equipo de las Estrellas de la MLS perdió este año por 2 goles a 1.
| Bandera de Estados Unidos | vs. | Bandera de Inglaterra   |
| Major League Soccer 1     | vs. | Arsenal Football Club 2 |

## El Partido
| 1     | POR   | Andre Blake        | 45' |
| 12    | DEF   | Keegan Rosenberry  | 45' |
| 23    | DEF   | Laurent Ciman      | 45' |
| 37    | DEF   | Jelle Van Damme    | 45' |
| 95    | DEF   | Kellyn Acosta      | 57' |
| 21    | MED   | Andrea Pirlo       | 32' |
| 25    | MED   | Kyle Beckerman     | 45' |
| 17    | MED   | Giovani dos Santos | 45' |
| 22    | MED   | Kaká               | 45' |
| 7     | DEL   | David Villa        | 33' |
| 11    | DEL   | Didier Drogba      | 45' |
| D. T. | D. T. | Dominic Kinnear    |     |

| 33    | POR   | Petr Čech               | 67' |
| 2     | DEF   | Mathieu Debuchy         | 45' |
| 16    | DEF   | Rob Holding             |     |
| 37    | DEF   | Krystian Bielik         | 45' |
| 3     | DEF   | Kieran Gibbs            | 45' |
| 35    | MED   | Mohamed Elneny          | 67' |
| 34    | MED   | Francis Coquelin        | 45' |
| 10    | MED   | Jack Wilshere           | 45' |
| 15    | MED   | Alex Oxlade-Chamberlain | 67' |
| 28    | MED   | Joel Campbell           | 68' |
| 14    | DEL   | Theo Walcott            | 67' |
| D. T. | D. T. | Arsène Wenger           |     |

| 34 | Guardameta     | David Bingham      | 45'   |
| 3  | Defensa        | Brandon Vincent    | 57'   |
| 4  | Defensa        | Kendall Waston     | 45'   |
| 14 | Defensa        | Andrew Farrell     | Entró |
| 15 | Defensa        | Steve Birnbaum     | 45'   |
| 2  | Centrocampista | Clint Dempsey      | 73'   |
| 6  | Centrocampista | Darlington Nagbe   | 45'   |
| 8  | Centrocampista | Chris Wondolowski  | 73'   |
| 16 | Centrocampista | Sacha Kljestan     | 32'   |
| 20 | Centrocampista | Wil Trapp          | 45'   |
| 28 | Centrocampista | Ignacio Piatti     | 33'   |
| 29 | Centrocampista | Mauro Díaz         | 45'   |
| 9  | Delantero      | Cyle Larin         | 77'   |
| 10 | Delantero      | Sebastian Giovinco | 45'   |

| 26 | Guardameta     | Damián Emiliano Martínez | 67' |
| 18 | Defensa        | Nacho Monreal            | 45' |
| 21 | Defensa        | Calum Chambers           | 45' |
| 24 | Defensa        | Héctor Bellerín          | 45' |
| 17 | Centrocampista | Alex Iwobi               | 45' |
| 29 | Centrocampista | Granit Xhaka             | 45' |
| 31 | Centrocampista | Jeff Reine-Adélaïde      | 68' |
| 40 | Centrocampista | Gedion Zelalem           | 67' |
| 32 | Delantero      | Chuba Akpom              | 67' |
| 68 | Delantero      | Chris Willock            | 67' |

| 45+2' | Didier Drogba | 1 - 1 |

| 0 - 1 1 - 2 | Joel Campbell Chuba Akpom | 11' · 87' |

| 10' | Laurent Ciman |

| Principal  | Chris Penso      |
| Asistentes | Frank Anderson   |
|            | Matthew Nelson   |
| Cuarto     | Juan Guzmán      |
| Quinto     | Chris Strickland |

| 1     | POR   | Andre Blake        | 45' |
| 12    | DEF   | Keegan Rosenberry  | 45' |
| 23    | DEF   | Laurent Ciman      | 45' |
| 37    | DEF   | Jelle Van Damme    | 45' |
| 95    | DEF   | Kellyn Acosta      | 57' |
| 21    | MED   | Andrea Pirlo       | 32' |
| 25    | MED   | Kyle Beckerman     | 45' |
| 17    | MED   | Giovani dos Santos | 45' |
| 22    | MED   | Kaká               | 45' |
| 7     | DEL   | David Villa        | 33' |
| 11    | DEL   | Didier Drogba      | 45' |
| D. T. | D. T. | Dominic Kinnear    |     |

| 33    | POR   | Petr Čech               | 67' |
| 2     | DEF   | Mathieu Debuchy         | 45' |
| 16    | DEF   | Rob Holding             |     |
| 37    | DEF   | Krystian Bielik         | 45' |
| 3     | DEF   | Kieran Gibbs            | 45' |
| 35    | MED   | Mohamed Elneny          | 67' |
| 34    | MED   | Francis Coquelin        | 45' |
| 10    | MED   | Jack Wilshere           | 45' |
| 15    | MED   | Alex Oxlade-Chamberlain | 67' |
| 28    | MED   | Joel Campbell           | 68' |
| 14    | DEL   | Theo Walcott            | 67' |
| D. T. | D. T. | Arsène Wenger           |     |

| 34 | Guardameta     | David Bingham      | 45'   |
| 3  | Defensa        | Brandon Vincent    | 57'   |
| 4  | Defensa        | Kendall Waston     | 45'   |
| 14 | Defensa        | Andrew Farrell     | Entró |
| 15 | Defensa        | Steve Birnbaum     | 45'   |
| 2  | Centrocampista | Clint Dempsey      | 73'   |
| 6  | Centrocampista | Darlington Nagbe   | 45'   |
| 8  | Centrocampista | Chris Wondolowski  | 73'   |
| 16 | Centrocampista | Sacha Kljestan     | 32'   |
| 20 | Centrocampista | Wil Trapp          | 45'   |
| 28 | Centrocampista | Ignacio Piatti     | 33'   |
| 29 | Centrocampista | Mauro Díaz         | 45'   |
| 9  | Delantero      | Cyle Larin         | 77'   |
| 10 | Delantero      | Sebastian Giovinco | 45'   |

| 26 | Guardameta     | Damián Emiliano Martínez | 67' |
| 18 | Defensa        | Nacho Monreal            | 45' |
| 21 | Defensa        | Calum Chambers           | 45' |
| 24 | Defensa        | Héctor Bellerín          | 45' |
| 17 | Centrocampista | Alex Iwobi               | 45' |
| 29 | Centrocampista | Granit Xhaka             | 45' |
| 31 | Centrocampista | Jeff Reine-Adélaïde      | 68' |
| 40 | Centrocampista | Gedion Zelalem           | 67' |
| 32 | Delantero      | Chuba Akpom              | 67' |
| 68 | Delantero      | Chris Willock            | 67' |

| 45+2' | Didier Drogba | 1 - 1 |

| 0 - 1 1 - 2 | Joel Campbell Chuba Akpom | 11' · 87' |

| 10' | Laurent Ciman |

| Principal  | Chris Penso      |
| Asistentes | Frank Anderson   |
|            | Matthew Nelson   |
| Cuarto     | Juan Guzmán      |
| Quinto     | Chris Strickland |

| 1     | POR   | Andre Blake        | 45' |
| 12    | DEF   | Keegan Rosenberry  | 45' |
| 23    | DEF   | Laurent Ciman      | 45' |
| 37    | DEF   | Jelle Van Damme    | 45' |
| 95    | DEF   | Kellyn Acosta      | 57' |
| 21    | MED   | Andrea Pirlo       | 32' |
| 25    | MED   | Kyle Beckerman     | 45' |
| 17    | MED   | Giovani dos Santos | 45' |
| 22    | MED   | Kaká               | 45' |
| 7     | DEL   | David Villa        | 33' |
| 11    | DEL   | Didier Drogba      | 45' |
| D. T. | D. T. | Dominic Kinnear    |     |

| 33    | POR   | Petr Čech               | 67' |
| 2     | DEF   | Mathieu Debuchy         | 45' |
| 16    | DEF   | Rob Holding             |     |
| 37    | DEF   | Krystian Bielik         | 45' |
| 3     | DEF   | Kieran Gibbs            | 45' |
| 35    | MED   | Mohamed Elneny          | 67' |
| 34    | MED   | Francis Coquelin        | 45' |
| 10    | MED   | Jack Wilshere           | 45' |
| 15    | MED   | Alex Oxlade-Chamberlain | 67' |
| 28    | MED   | Joel Campbell           | 68' |
| 14    | DEL   | Theo Walcott            | 67' |
| D. T. | D. T. | Arsène Wenger           |     |

| 34 | Guardameta     | David Bingham      | 45'   |
| 3  | Defensa        | Brandon Vincent    | 57'   |
| 4  | Defensa        | Kendall Waston     | 45'   |
| 14 | Defensa        | Andrew Farrell     | Entró |
| 15 | Defensa        | Steve Birnbaum     | 45'   |
| 2  | Centrocampista | Clint Dempsey      | 73'   |
| 6  | Centrocampista | Darlington Nagbe   | 45'   |
| 8  | Centrocampista | Chris Wondolowski  | 73'   |
| 16 | Centrocampista | Sacha Kljestan     | 32'   |
| 20 | Centrocampista | Wil Trapp          | 45'   |
| 28 | Centrocampista | Ignacio Piatti     | 33'   |
| 29 | Centrocampista | Mauro Díaz         | 45'   |
| 9  | Delantero      | Cyle Larin         | 77'   |
| 10 | Delantero      | Sebastian Giovinco | 45'   |

| 26 | Guardameta     | Damián Emiliano Martínez | 67' |
| 18 | Defensa        | Nacho Monreal            | 45' |
| 21 | Defensa        | Calum Chambers           | 45' |
| 24 | Defensa        | Héctor Bellerín          | 45' |
| 17 | Centrocampista | Alex Iwobi               | 45' |
| 29 | Centrocampista | Granit Xhaka             | 45' |
| 31 | Centrocampista | Jeff Reine-Adélaïde      | 68' |
| 40 | Centrocampista | Gedion Zelalem           | 67' |
| 32 | Delantero      | Chuba Akpom              | 67' |
| 68 | Delantero      | Chris Willock            | 67' |

| 45+2' | Didier Drogba | 1 - 1 |

| 0 - 1 1 - 2 | Joel Campbell Chuba Akpom | 11' · 87' |

| 10' | Laurent Ciman |

| Principal  | Chris Penso      |
| Asistentes | Frank Anderson   |
|            | Matthew Nelson   |
| Cuarto     | Juan Guzmán      |
| Quinto     | Chris Strickland |

| 1     | POR   | Andre Blake        | 45' |
| 12    | DEF   | Keegan Rosenberry  | 45' |
| 23    | DEF   | Laurent Ciman      | 45' |
| 37    | DEF   | Jelle Van Damme    | 45' |
| 95    | DEF   | Kellyn Acosta      | 57' |
| 21    | MED   | Andrea Pirlo       | 32' |
| 25    | MED   | Kyle Beckerman     | 45' |
| 17    | MED   | Giovani dos Santos | 45' |
| 22    | MED   | Kaká               | 45' |
| 7     | DEL   | David Villa        | 33' |
| 11    | DEL   | Didier Drogba      | 45' |
| D. T. | D. T. | Dominic Kinnear    |     |

| 33    | POR   | Petr Čech               | 67' |
| 2     | DEF   | Mathieu Debuchy         | 45' |
| 16    | DEF   | Rob Holding             |     |
| 37    | DEF   | Krystian Bielik         | 45' |
| 3     | DEF   | Kieran Gibbs            | 45' |
| 35    | MED   | Mohamed Elneny          | 67' |
| 34    | MED   | Francis Coquelin        | 45' |
| 10    | MED   | Jack Wilshere           | 45' |
| 15    | MED   | Alex Oxlade-Chamberlain | 67' |
| 28    | MED   | Joel Campbell           | 68' |
| 14    | DEL   | Theo Walcott            | 67' |
| D. T. | D. T. | Arsène Wenger           |     |

| 34 | Guardameta     | David Bingham      | 45'   |
| 3  | Defensa        | Brandon Vincent    | 57'   |
| 4  | Defensa        | Kendall Waston     | 45'   |
| 14 | Defensa        | Andrew Farrell     | Entró |
| 15 | Defensa        | Steve Birnbaum     | 45'   |
| 2  | Centrocampista | Clint Dempsey      | 73'   |
| 6  | Centrocampista | Darlington Nagbe   | 45'   |
| 8  | Centrocampista | Chris Wondolowski  | 73'   |
| 16 | Centrocampista | Sacha Kljestan     | 32'   |
| 20 | Centrocampista | Wil Trapp          | 45'   |
| 28 | Centrocampista | Ignacio Piatti     | 33'   |
| 29 | Centrocampista | Mauro Díaz         | 45'   |
| 9  | Delantero      | Cyle Larin         | 77'   |
| 10 | Delantero      | Sebastian Giovinco | 45'   |

| 26 | Guardameta     | Damián Emiliano Martínez | 67' |
| 18 | Defensa        | Nacho Monreal            | 45' |
| 21 | Defensa        | Calum Chambers           | 45' |
| 24 | Defensa        | Héctor Bellerín          | 45' |
| 17 | Centrocampista | Alex Iwobi               | 45' |
| 29 | Centrocampista | Granit Xhaka             | 45' |
| 31 | Centrocampista | Jeff Reine-Adélaïde      | 68' |
| 40 | Centrocampista | Gedion Zelalem           | 67' |
| 32 | Delantero      | Chuba Akpom              | 67' |
| 68 | Delantero      | Chris Willock            | 67' |

| 45+2' | Didier Drogba | 1 - 1 |

| 0 - 1 1 - 2 | Joel Campbell Chuba Akpom | 11' · 87' |

| 10' | Laurent Ciman |

| Principal  | Chris Penso      |
| Asistentes | Frank Anderson   |
|            | Matthew Nelson   |
| Cuarto     | Juan Guzmán      |
| Quinto     | Chris Strickland |